# الفتيات المتزلجات
الفتيات المتزلجات (باليابانية: ローリング☆ガールズ) هو أنمي ياباني من إنتاج ويت استديو، عرض في موسم شتاء 2015. تحكي القصة بعد 10 سنوات من حرب طوكيو الكبرى، حيث أصبحت اليابان مجزئة لعدة محافظات مستقلة تحاول السيطرة على بعضهم البعض. تُعين أربع فتيات للتنقل بين المحافظات بدرّجاتهن النارية للتوسط بين الأمم والقبائل عند اندلاع المعارك بينهم.

## الشخصيات
- نوزومي موريتومو  (森友 望未)

أداء صوتي: أري أوزاوا
الابنة الوحيدة لأسرة موريتومو، تدير عائلتها مطعم موريتومو في توكوروزاوا. بطلة الرواية ومجندة جديدة من مراوح بلدة هيروشي.
- يوكينا كوساكا (小坂 結季奈)

أداء صوتي: رينا هيداكا
فتاة هاربة من نفس المدينة مثل نوزومي. لا تجيد تحديد الاتجهات. بسبب شخصيتها الخجولة، هي مهذبة جدا عند التحدث مع الآخرين.
- آي هيبيكي (響 逢衣)

أداء صوتي: ريسا تاندا
- تشيايا ميسونو (御園 千綾)

أداء صوتي: يوميري هاناموري
- كونيكو شيجيو (執行 玖仁子)

أداء صوتي: أيومي فوجيمورا
- يوكاري أوتوناشي (音無 ゆかり)

أداء صوتي: نوزومي فوروكي
- هاروكا ميسونو (御園 ハルカ)

أداء صوتي: ساياكا أوهارا
- كورانوسوك مومياما (籾山 蔵之介)

أداء صوتي: توموكازو سيكي
- هينايو موريتومو (森友 日向代)

أداء صوتي: يوكي ماسودا
- توموموري موريتومو (森友 友守)

أداء صوتي: هيروكي توتشي
- كروكوديل (クロコダイル)

أداء صوتي: هيروميتشي تيزوكا
- مي تان (みいたん)

أداء صوتي: شيهو كوكيدو

## روابط خارجية
- الفتيات المتزلجات على موقع ANN anime (الإنجليزية)